# Doskonała równowaga Nasha w podgrach
Doskonała równowaga Nasha w podgrach (ang. subgame perfect Nash equilibrium, w skrócie SPNE) – koncept w teorii gier opisujący zmodyfikowaną wersję równowagi Nasha spopularyzowaną przez niemieckiego ekonomistę i laureata Nagrody Nobla w dziedzinie ekonomii w 1994 roku, Reinharda Seltena.
Profil strategii stanowi doskonałą równowagę Nasha w podgrach, jeżeli wyznacza on równowagę Nasha w każdej podgrze pierwotnej gry. Doskonałą równowagę Nasha w podgrach stosuje się najczęściej jako rozwiązanie gier sekwencyjnych i wyznacza się zazwyczaj wykorzystując algorytm indukcji wstecznej, polegający na iteracyjnym rozpatrywaniu gry w odwrotnej kolejności chronologicznej. Najpierw rozpatruje się optymalne zachowanie gracza podejmującego ostatnią decyzję w grze, następnie tych podejmujących przedostatnią decyzję, i tak dalej aż do początku gry, znajdując na każdym etapie punkt równowagi Nasha.